# U 99 (Kriegsmarine)

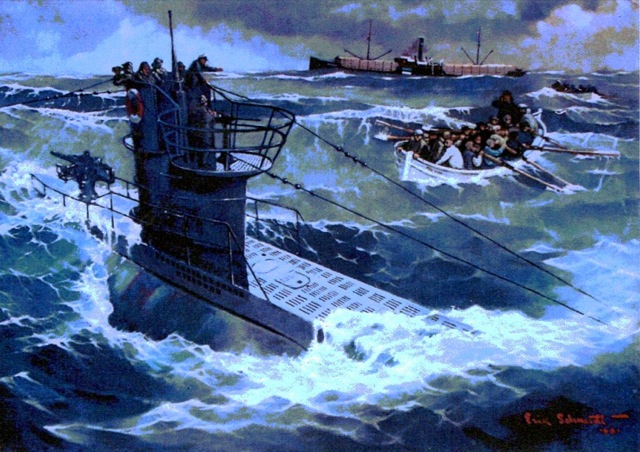
Tekening van het oppikken van de bemanning van de U-99.

De U 99 was een Duitse VII B-klasse U-boot van de Kriegsmarine tijdens de Tweede Wereldoorlog. Hij stond onder commando van luitenant-ter-zee Otto Kretschmer. Hij verging op 17 maart 1941 nabij IJsland bij de aanval op konvooi HX-112 uit Halifax.  Otto Kretschmer met de U 23 en U 99 was de Duitse topscorer met 44 koopvaardijschepen en een torpedobootjager, in totaal 266.629 ton aan scheepsruimte.

## Geschiedenis
De U 99 van luitenant-ter-zee Otto Kretschmer viel samen met de  U 100 het konvooi HX-112 aan in de nacht van 16 op 17 maart 1941. Nadat de U 100 van luitenant-ter-zee Schepke geramd werd door de HMS Vanoc, omstreeks 03:30 en waarbij de commandant en 38 man het leven lieten, werd de U 99 omstreeks 03:40 opgepikt door de ASDIC van de torpedobootjager HMS Walker.
De jager viel de U 99 aan met dieptebommen, en de U 99 moest gehavend naar de oppervlakte komen. De Duitse bemanning werd door de Britse torpedojager opgepikt en krijgsgevangen genomen.

## GebeurtenisU 99

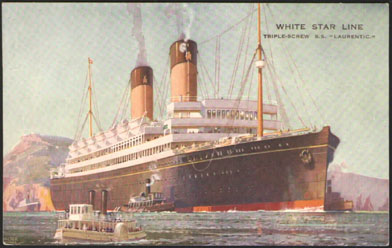
HMS Laurentic.

12 juli 1940 - De Estlandse stomer Merisaar werd opgevorderd door de U 99 tot vertrekken en afreizen naar Bordeaux in Frankrijk (de haven was al onder Duitse controle). Haar kapitein voer volkomen bereid erheen, maar onderweg daarheen werd ze echter aangevallen en tot zinken gebracht, op 15 juli, door een Duitse bommenwerper, ten zuiden van Queenstown in Ierland (nu Cobh geheten).
3 november 1940 - Om 22:50 viel de U 99 de hulpkruisers HMS Laurentic en HMS Patroclus aan en bracht beide schepen tot zinken.